# Caugagia, Tulcea
Caugagia (în turcă Kavgaci = Certareata) este un sat în comuna Baia din județul Tulcea, Dobrogea, România.